# Leptodactilins
Leptodactylinae és una subfamília de granotes de la família Leptodactylidae.

## Gèneres
- Adenomera
- Edalorhina
- Hydrolaetare
- Leptodactylus
- Limnomedusa
- Lithodytes
- Physalaemus
- Pleurodema
- Pseudopaludicola
- Vanzolinius